# Jean-Marie Queneau
Pour les articles homonymes, voir Queneau.
Jean-Marie Queneau, de son vrai nom complet Jean Marie Charles Queneau (sans trait d'union entre Jean et Marie), né le 21 mars 1934 dans le 14e arrondissement de Paris et mort le 16 février 2022 à Avallon, est un peintre, graveur et éditeur français, fils de l'écrivain Raymond Queneau. Il est connu pour avoir travaillé aux Éditions de la Goulotte, créées en 1994, sur des livres d’artistes.

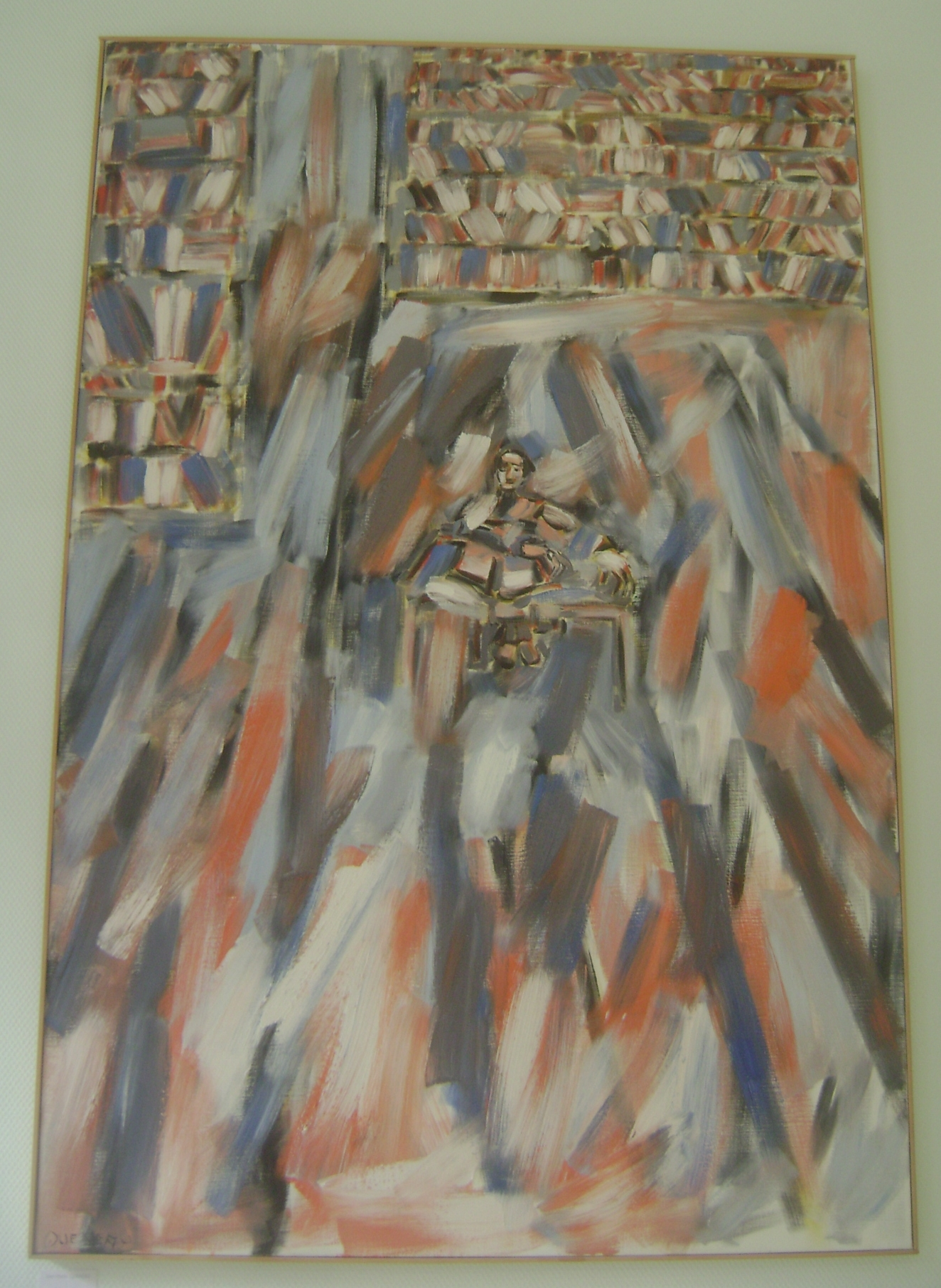
Jean-Marie Queneau, "Bibliothèque", non daté, Bibliothèque Gaston-Chaissac, Avallon

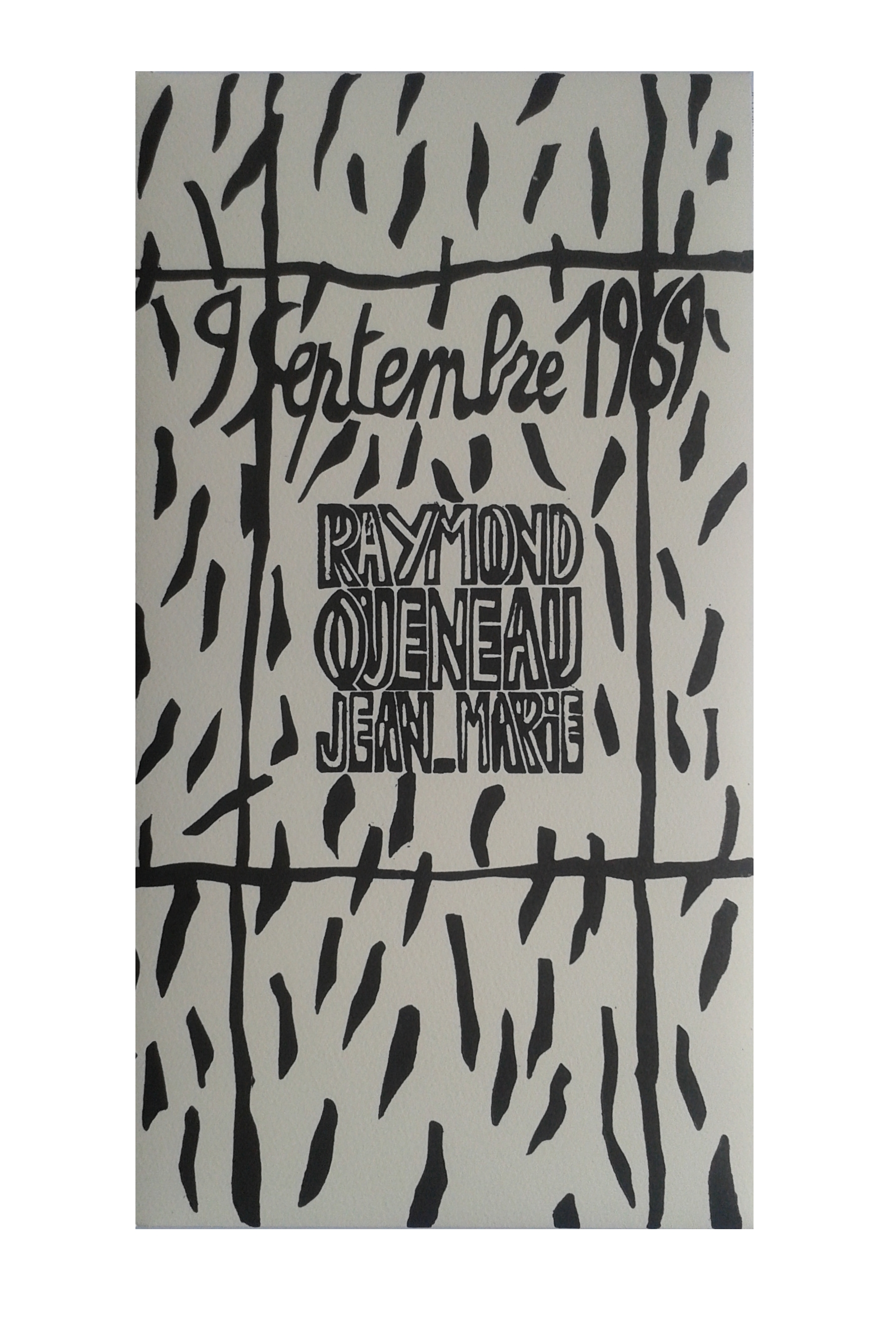
Couverture de "Lettre du 9 septembre 1969" de Raymond Queneau, illustrée par Jean-Marie Queneau

## Biographie
Jean-Marie Queneau, de son nom complet exact à l'état civil Jean Marie Charles Queneau (sans trait d'union entre Jean et Marie), fils de Raymond Queneau et de Janine née Kahn, son épouse, naît et fait ses études à Paris. Il est l'élève du peintre Paul Elsas et de l'affichiste Paul Colin. Il commence à peindre tout en travaillant à la Cinémathèque française, aux Éditions Mazenod et aux Éditions Hachette.
Jean-Marie Queneau a exposé à partir de 1958 à Paris, en France et à l'étranger, comme à la Galerie L'Autre Musée à Bruxelles en 1981. À Paris, Les peintures de Jean-Marie Queneau sont exposées à la Foire internationale d'art contemporain de 1985, au Grand-Palais pour le Salon du Livre de 1986, et notamment dans les lieux suivants: Galerie Pascale, Galerie Le Mur ouvert, Galerie Anne Colin, Galerie Jean Peyrole, Galerie du Ressort, Galerie-librairie Mouvement, Galerie Window, Halle Saint-Pierre.
La peinture de Jean-Marie Queneau a fait l'objet d'articles, de préfaces et de catalogues avec des textes de Marguerite Duras, Patrick Waldberg, Camille Bourniquel, Jacques Réda, Thomas Owen, Claude Esteban, Christian Giudicelli, Christian Delacampagne, Henri Ronce, Pascal Lainé, Gérard Oberlé, Jean Demelier, Emmanuel Souchier, Édith de la Héronnière.
L'œuvre de Jean-Marie Queneau est marquée par la littérature. L'un des sujets préférés du peintre est les bibliothèques.
Jean-Marie Queneau collabore aux Éditions de la Goulotte, créées en 1994 à Vézelay par Claude Stassart-Springer. Les Éditions de la Goulotte publient des livres linogravés pour le texte et les illustrations. Les livres sont alternativement illustrés par Jean-Marie Queneau et Claude Stassart-Springer. Les deux artistes choisissent ensemble les textes. Aux Éditions de la Goulotte, Jean-Marie Queneau a notamment illustré: Nuages de Paul de Roux, Aux buttes de Jacques Réda, Enjoués monostiches de Jean-Claude Pirotte, Navigateur de Marina Tsvetaïeva, L'adieu aux lisières de Guy Goffette, Chanson pour Marie-Zoé de Marcel Aymé et Lettre du 9 septembre 1969 de Raymond Queneau, une lettre inédite de Raymond Queneau à son fils, Jean-Marie.